# Hans Lipschis
Hans Lipschis, né le 7 novembre 1919 à Kretinga (Lituanie), est un ancien membre des Waffen-SS qui a travaillé dans le camp de concentration d'Auschwitz durant la Seconde Guerre mondiale. En 2013, le Centre Simon-Wiesenthal qui traque les anciens nazis, le place en 4e position sur sa liste des criminels les plus recherchés, en l'accusant de complicité de meurtres lorsqu'il était gardien entre 1941 et 1945.
Selon le journal allemand du Die Welt, après s'être fait naturaliser par le régime nazi, Hans Lipschis rejoint les États-Unis en 1956 où il s'installe à Chicago avant de se faire expulser vers l'Allemagne en 1983.
Le 6 mai 2013, alors âgé de 93 ans, il est arrêté à son domicile d'Aalen en Allemagne. Hans Lipschis déclare avoir travaillé en tant que cuisinier à Auschwitz, pas en tant que gardien.